# Eid ul-Fitr
Eid Al-Fitr,  "Aid Al-Fitr", (arabă عيد الفطر ‘Īdu l-Fiṭr), adesea prescurtat la Aid, este o sărbătoare musulmană care marchează sfârșitul Ramadanului, luna sfântă islamică a postului (sawm). Eid sau Aid este un cuvânt arab care înseamnă „sărbătoare”, în timp ce Fitr înseamnă „încetarea postului”. Sărbătorea celebrează încheierea a 29 sau 30 de zile de post din zori până la apus pe tot parcursul lunii de Ramadan. Prima zi de Eid, prin urmare, cade în prima zi a lunii Shawwal. Aceasta este o zi în care musulmanii din întreaga lume încearcă să arate un obiectiv comun de unitate.

## Calendarul
- 30 iunie 1984 (1404)
- 20 iunie 1985 (1405)
- 9 iunie 1986 (1406)
- 29 mai 1987 (1407)
- 17 mai 1988 (1408)
- 7 mai 1989 (1409)
- 26 aprilie 1990 (1410)
- 16 aprilie 1991 (1411)
- 5 aprilie 1992 (1412)
- 25 martie 1993 (1413)
- 14 martie 1994 (1414)
- 3 martie 1995 (1415)
- 21 februarie 1996 (1416)
- 9 februarie 1997 (1417)
- 30 ianuarie 1998 (1418)
- 19 ianuarie 1999 (1419)
- 8 ianuarie 2000 (1420)
- 27 decembrie 2000 (1421)
- 16 decembrie 2001 (1422)
- 6 decembrie 2002 (1423)
- 25 noiembrie 2003 (1424)
- 14 noiembrie 2004 (1425)
- 3 noiembrie 2005 (1426)
- 24 octombrie 2006 (1427)
- 13 octombrie 2007 (1428)
- 1 octombrie 2008 (1429)
- 20 septembrie 2009 (1430)
- 10 septembrie 2010 (1431)
- 30 august 2011 (1432)
- 19 august 2012 (1433)
- 8 august 2013 (1434)
- 28 iulie 2014 (1435)
- 17 iulie 2015 (1436)
- 6 iulie 2016 (1437)
- 25 iunie 2017 (1438)
- 15 iunie 2018 (1439)
- 5 iunie 2019 (1440)
- 24 mai 2020 (1441)
- 13 mai 2021 (1442)
- 2 mai 2022 (1443)
- 21 aprile 2023 (1444)
- 10 aprile 2024 (1445)
- 31 martie 2025 (1446)
- 20 martie 2026 (1447)
- 10 martie 2027 (1448)
- 27 februarie 2028 (1449)
- 15 februarie 2029 (1450)